# Michael Park
Michael Park (ur. 22 czerwca 1966 w Hereford, zm. 18 września 2005) – angielski sportowiec, pilot rajdowy.
Zadebiutował w rajdach w 1994, od 2000 startował z kierowcą estońskim Markko Märtinem, jeżdżącym w rajdach WRC w zespole Peugeota. 
Podczas Rajdu Wielkiej Brytanii w 2005, na 27. kilometrze 15 OS samochód prowadzony przez Markko Märtina wypadł z trasy i uderzył w drzewo stroną pilota. Uderzenie było tak gwałtowne, że Michael Park zginął na miejscu — w wieku 39 lat.
Znany jako "Beef" Michael Park pozostawił żonę i dwoje dzieci.
W miejscu tragedii na feralnym drzewie znajduje się tabliczka z napisem "In loving memory of Michael "Beef" Park".
W 2006 roku wzniesiono w Tallinnie pomnik upamiętniający Michaela Parka, zaprojektowany przez estońskiego rzeźbiarza Mati Karmina. 